# La Journée de la jupe
La Journée de la jupe je francouzsko-belgický televizní film z roku 2009, který režíroval Jean-Paul Lilienfeld podle vlastního scénáře. Snímek měl světovou premiéru na filmovém festivalu v La Rochelle dne 18. září 2008.

## Děj
Sonia Bergerac je učitelkou literatury na předměstské škole. Má problémy se svými žáky a také se špatně vyrovnává, že ji opustil manžel.
Jednoho dne objeví v tašce svého žáka pistoli. Když se mu ji snaží vzít, omylem ho výstřelem zraní na noze. Sonia zpanikaří a vezme si část své třídy jako rukojmí.
Když se jí policie ptá na její požadavky, Sonia, která ráda nosí sukně, uvede, že chce, aby studentky na jeden den přišly do školy v sukních a bojovaly proti zažité představě, že dívky v sukních jsou prostitutky.
Situace se ale vymkne kontrole, když se zbraně zmocní žák, který zabije jiného, který mu vyhrožoval odvetou. Během propouštění ze třídy policista převlečený za novináře zastřelí Soniu.

## Obsazení
| Isabelle Adjaniová    | Sonia Bergerac              |
| Denis Podalydès       | Labouret, vyjednávač        |
| Jackie Berroyer       | ředitel školy               |
| Yann Collette         | Bechet, nadřízený Laboureta |
| Nathalie Besançon     | ministryně vnitra           |
| Olivier Brocheriou    | Julien                      |
| Anne Girouard         | Cécile                      |
| Stéphan Guérin-Tillié | François                    |
| Sarah-Laure Estragnat | novinářka                   |

## Ocenění
- Televizní festival Monte-Carlo: Zlatá Nymfa pro nejlepší herečku (Isabelle Adjani)
- Mezinárodní mediální festival Banff: Rockie Banff Award za film vytvořený pro televizi (Jean-Paul Lilienfeld)
- Prix Europa
- Prix Italia: nejlepší televizní drama
- Cena Brutus: nejlepší herečka (Isabelle Adjani), nominace na nejlepší technický výkon
- César: nejlepší herečka (Isabelle Adjani); nominace v kategoriích nejlepší film a nejlepší původní scénář (Jean-Paul Lilienfeld)
- Étoile d'or du cinéma français: nejlepší herečka (Isabelle Adjani)
- Křišťálové glóby: nejlepší herečka (Isabelle Adjani)
- Lumières: nejlepší herečka (Isabelle Adjani)